# Teerasil Dangda
Teerasil Dangda (født 6. juni 1988) er en fodboldspiller fra Thailand, der spiller for den thailandske klub Bangkok United. Han spiller også for Thailands fodboldlandshold.